# Mosquée Mobarak de La Haye
La mosquée Mobarak de La Haye est la première mosquée construite aux Pays-Bas.

## Histoire
La Communauté musulmane Ahmadiyya est arrivée aux Pays-Bas en 1947. Qudrat Ullah-Hafiz en fut le premier missionnaire. La mosquée conçue par Frits Beck a été inaugurée par Muhammad Zafarullah Khan le 9 décembre 1955.
Le 3 juin 2006, la reine Beatrix des Pays-Bas a visité la mosquée Mobarak pour célébrer le 50e anniversaire de sa construction.